# Хайретдинов, Александр Владимирович
Александр Владимирович Хайретдинов (27 мая 1955 — 20 июня 2021) — советский и российский баскетболист, тренер и спортивный функционер. Мастер спорта СССР. Основатель баскетбольного клуба «Нижний Новгород».

## Биография
До 1980 года выступал за горьковский «Автомобилист». С 1980 по 1991 годы возглавлял на посту тренера БК «Медин», выступавший в первой лиге чемпионате СССР.
Александр Хайретдинов стоял у истоков создания БК ««Нижний Новгород». В 2000 году на базе баскетбольной сборной Волжского инженерного педагогического института при его непосредственном участии был организован клуб НБА, а Хайретдинов одновременно являлся президентом, главным тренером, директором и врачом команды. В 2008 году клуб получил новое название — «Нижний Новгород». Президентом стал Дмитрий Сватковский, а все последующие годы Хайретдинов входил в состав руководства клуба.
Хайретдинов умер 20 июня 2021 года.

## Память
С 2021 года в Нижнем Новгороде проходит предсезонный баскетбольный турнир — Кубок Хайретдинова.
22 декабря 2021 в министерстве спорта Нижегородской области прошло чествование лауреатов премии «Лучший в спорте-2021». В номинации «За преданность спорту» Александр Хайретдинов был награждён посмертно. Награду получила его дочь Карина Рамазанова.
В феврале 2022 года Хайретдинов был включён в Зал славы Единой лиги ВТБ.
В сентябре 2022 года на стене ФОКа «Мещерский» в Нижнем Новгороде появилось граффити с изображением Александра Хайретдинова. Над созданием мурала на протяжении 2 недель работала Ассоциация художников граффити России. Чтобы реализовать задумку баскетбольного клуба «Нижний Новгород» им пришлось создать трафареты размером 9x3 метра. На граффити ушло в общей сложности 200 баллонов аэрозольной краски и 120 литров краски по металлу .